# غملول كرماني
الغملول الكرماني (باللاتينية: Acantholimon karamanicum) نوع نباتي يتبع جنس الغملول من الفصيلة الرصاصية.

## الموئل والانتشار
موطنه تركيا.